# Discoglypha locupletata
Discoglypha locupletata är en fjärilsart som beskrevs av Louis Beethoven Prout 1917. Discoglypha locupletata ingår i släktet Discoglypha och familjen mätare. Inga underarter finns listade i Catalogue of Life.